# Banque en France
Ne doit pas être confondu avec Banque de France.
 (décembre 2022).
 (septembre 2024).
- Si vous ne connaissez pas le sujet, laissez ce bandeau (vous pouvez alors contacter les auteurs).
- Si vous supprimez le contenu mis en cause (vous pouvez préalablement contacter les auteurs),

argumentez précisément cette suppression dans la page de discussion
(un manque de référence n'est pas un argument ; une recherche réelle de référence doit avoir été effectuée, être formellement documentée).
Les banques en France sont l'ensemble des établissements financiers localisés en France. Elles effectuent, pour le compte de leurs clients, des opérations de crédit et financières, et sont chargées de l’offre et de la gestion des moyens de paiement.
Les banques en France sont régies par un ensemble de lois et de règlements, dont notamment le code monétaire et financier et les directives de l'Union européenne.
Pour réagir face à la possible défaillance d'une banque, la France créée en 1999 un fonds de garantie des dépôts et de résolution (FGDR), chargé d'une mission de service public, est l'opérateur de crise du service bancaire et financier. Ce dernier protège les avoirs des clients, et de les indemniser en cas de défaillance de leurs établissements bancaires.

## Histoire de la banque en France
À peu près au début de l'année 1800, et de la première période de changement révolutionnaire dans le domaine bancaire sur le continent européen, les grandes banques françaises étaient les Hottinguer, Mallet, Neuflize, Rothschild et Vernes,.
En France, l'expansion du secteur bancaire démarre véritablement après la loi monétaire prussienne du 4 décembre 1871, obligeant la France à emprunter 25 % de son PIB, pour verser de l'or à l'Allemagne en guise d'indemnité de guerre. Ce diktat allemand fait doubler la dette publique française, mais crée une classe d'épargnants, avec 4 millions de Français porteurs d'obligations du Trésor français en 1880, contre 1,5 million en 1870. Le besoin d'un réseau bancaire se fait sentir, ce qui accélère la création de grandes banques de dépôt (création du Crédit lyonnais en 1863 à Lyon par François Barthélemy Arlès-Dufour et Henri Germain ou la Société Générale à Paris en 1864) et contribue à l'expansion boursière sous la IIIe République.
Le 2 décembre 1945 la Banque de France et les quatre plus grandes banques françaises, Crédit Lyonnais, Société générale, Banque nationale pour le commerce et l'industrie, Comptoir national d'escompte de Paris sont nationalisées en accord avec les orientations du Programme du Conseil national de la Résistance.
En 1981, l'élection du président de la République François Mitterrand s'accompagne d'une vague de nationalisations dont celles du secteur bancaire. La loi de nationalisation du 11 février 1982 s'applique aux banques Paribas, CIC, Crédit du Nord, Crédit commercial de France, Banque Rothschild, Banque Worms, Banque La Hénin…
À partir de la fin des années 1980, s'ensuit une vague de privatisations des grandes banques françaises. Le Crédit commercial de France, Paribas et Société générale sont privatisés en 1987 par le gouvernement de Jacques Chirac. En 1993, c'est la Banque nationale de Paris qui est privatisée par le gouvernement d'Édouard Balladur. En 1998, le Crédit industriel et commercial est privatisé sous le gouvernement de Lionel Jospin, tout comme le Crédit lyonnais en 1999. La France n’ayant alors plus qu'une seule banque publique destinée au particulier, La Banque postale, créée en 2006, de la séparation des activités de compte de La Poste.
À partir de la fin des années 1990, le marché bancaire se concentre. En 1998, le Crédit mutuel rachète le Crédit industriel et commercial. En 2000, le groupe Banque nationale de Paris et Paribas fusionnent pour créer le groupe BNP Paribas. Le Crédit commercial de France est racheté par HSBC en 2000 qui devient HSBC France en 2005, et en 2003, le groupe Crédit agricole rachète le Crédit lyonnais. En 2009, la BPCE est créée à la suite de la fusion de la Caisse d'épargne et de la Banque populaire.
Le milieu des années 2000 voit la création des banques en ligne, pour la plupart contrôlées par un grand groupe bancaire. Le Groupe ING lance sa banque en ligne en France en 2000, en 2005 Boursorama est lancée par la Société générale, en 2006 le Crédit mutuel Alliance fédérale lance à son tour sa banque en ligne Monabanq. En 2009, Fortuneo est lancé par le groupe Crédit mutuel Arkéa, tout comme BforBank par le Crédit agricole. En 2013, BNP Paribas lance sa marque commerciale Hello bank! avec ouverture de compte uniquement en ligne. En 2017, le groupe télécom Orange lance Orange Bank. En 2019, la Banque postale lance la banque en ligne Ma French Bank. En 2022, seul le groupe BPCE ne dispose pas de banque en ligne.
Fin 2023, deux grands groupes français annoncent la fin de leurs banques en ligne : La Banque postale qui annonce son intention de cesser les activités de sa banque en ligne Ma French Bank,; ainsi que Orange qui a annoncé la fermeture de sa banque en ligne Orange Bank, faute de repreneur. Au 1er janvier 2024, la cession par HSBC de ses activités de banque de détail au fonds vautour américain Cerberus est effectif : la banque française reprend le nom du Crédit commercial de France (CCF).

## Activité des banques françaises
Le secteur bancaire en France a, au 11 octobre 2008, un ratio de levier moyen (actif / valeur nette) de 28 pour 1, et son passif à court terme est égal à 60 % du PIB français ou 128 % de sa dette publique.
En 2018, le secteur bancaire de l'économie française employait 362 800 personnes. En 2020, le secteur compte 354 000 salariés.

## Banques de réseaux disponibles en France
Sont listées ci-dessous toutes les banques à destination des particuliers présentes en France.
Toutes les banques listées possèdent une agrégation bancaire européenne.

### Banques de réseaux nationales
- Axa Banque (Axa)
- Banque populaire (BPCE)
- BNP Paribas
- Caisse d'épargne (BPCE)
- Crédit agricole
- Crédit mutuel
- CIC (Crédit mutuel)
- Crédit lyonnais (Crédit agricole)
- La Banque postale (La Poste)
- Société générale
- Crédit commercial de France (ex-HSBC France)

| Banques           | Virements instantanés | Carte virtuelle | Paiement mobile                  | Chéquier | Dépôt chèque | Dépôt liquide | Nombre de clients |
| ----------------- | --------------------- | --------------- | -------------------------------- | -------- | ------------ | ------------- | ----------------- |
| Crédit agricole   | ✔️                    | ✔️              | Apple Pay Samsung Pay Paylib     | ✔️       | ✔️           | ✔️            | 24,4 millions     |
| La Banque postale | ✔️                    | ✔️              | Apple Pay Samsung Pay            | ✔️       | ✔️           | ✔️            | 20 millions       |
| Caisse d’épargne  | ✔️                    | ✔️              | Apple Pay Google Pay Samsung Pay | ✔️       | ✔️           | ✔️            | 18,6 millions     |
| SG                | ✔️                    | ✔️              | Apple Pay Samsung Pay            | ✔️       | ✔️           | ✔️            | 9 millions        |
| Banque populaire  | ✔️                    | ✔️              | Apple Pay Paylib                 | ✔️       | ✔️           | ✔️            | 8,9 millions      |
| Crédit mutuel     | ✔️                    | ✔️              | Apple Pay Paylib                 | ✔️       | ✔️           | ✔️            | 8,6 millions      |
| BNP Paribas       | ✔️                    | ✔️              | Apple Pay Paylib                 | ✔️       | ✔️           | ✔️            | 7,7 millions      |
| LCL               | ✔️                    | ✔️              | Apple Pay Paylib                 | ✔️       | ✔️           | ✔️            | 6 millions        |
| CIC               | ✔️                    | ✔️              | Apple Pay Paylib                 | ✔️       | ✔️           | ✔️            | 5,5 millions      |
| CCF (ex-HSBC)     | ❌                    | ❌              | Apple Pay                        | ✔️       | ✔️           | ✔️            | 800 000           |
| Axa Banque        | ✔️                    | ✔️              | Apple Pay                        | ✔️       | ✔️           | [ note 1 ]    | 700 000           |

### Banques de réseaux régionales

#### Groupe BPCE
- Banque Dupuy, de Perseval
- Banque Marze
- Banque BCP
- Banque Palatine
- Banque de Savoie
- Crédit Coopératif
- Crédit Maritime

#### Groupe Crédit agricole
- Banque Chalus

#### Groupe Crédit mutuel Arkéa
- Crédit Mutuel de Bretagne
- Crédit Mutuel du Sud-ouest

## Banques virtuelles disponibles en France

### Banques en lignes
- BforBank (Crédit agricole)
- BoursoBank (Société générale)
- Fortuneo (Crédit mutuel Arkéa)
- Orange Bank (Orange)

### Agence en ligne
À la différence des banques en ligne, celles-ci ne sont pas des groupes affiliés à une grande banque, mais sont des sous marques proposées par les grandes banques elles-mêmes. Elles ont l'avantage de pouvoir proposer l'encaissement de chèques et liquide en agence.
- Hello bank! (BNP Paribas)
- Monabanq (Crédit mutuel)

### Banques mobiles
À la différence de la banque en ligne, la banque mobile ne propose pas de chéquier, pas d'encaissement des chèques ni de solution d'épargne.
- Bunq
- N26
- Ma French Bank (La Banque postale)
- Revolut

### Classements des banques virtuelles
| Banques        | Virements Instantanés | Carte Virtuelle | Paiement Mobile                  | Chéquier | Dépôts de chèques    | Dépôts liquides      | Nombre de clients (mai 2024) |
| -------------- | --------------------- | --------------- | -------------------------------- | -------- | -------------------- | -------------------- | ---------------------------- |
| BoursoBank     | ✔️                    | ✔️              | Apple Pay Google Pay Samsung Pay | ✔️       | ✔️                   | ❌                   | 6 millions                   |
| Revolut        | ✔️                    | ✔️              | Apple Pay Google Pay             | ❌       | ❌                   | ❌                   | 3 millions                   |
| N26            | ✔️                    | ✔️              | Apple Pay Google Pay             | ❌       | ❌                   | ❌                   | 2,5 millions                 |
| Fortuneo       | ✔️                    | ✔️              | Apple Pay Google Pay Samsung Pay | ✔️       | ✔️                   | ❌                   | 1,2 million                  |
| Hello Bank!    | ✔️                    | ✔️              | Apple Pay Paylib                 | ✔️       | (Agence BNP Paribas) | (Agence BNP Paribas) | 900 000                      |
| Ma French Bank | ❌                    | ❌              | Apple Pay Samsung Pay            | ❌       | ❌                   | ❌                   | 425 000                      |
| BforBank       | ✔️                    | ✔️              | Apple Pay Google Pay             | ✔️       | ✔️                   | ❌                   | 230 000                      |
| Bunq           | ✔️                    | ✔️              | Apple Pay Google Pay             | ❌       | ❌                   | ❌                   | Aucune donnée                |
| Monabanq       | ✔️                    | ❌              | Apple Pay Paylib                 | ✔️       | (Agence CIC et CM)   | (Agence CIC et CM)   | Aucune donnée                |

## Sociétés Financières de paiements

### Banques en partenariats
Il s'agit de société financière qui ont passé un partenariat avec un établissement de crédit pour proposer des comptes bancaire aux particuliers
- Vivid Money, en partenariat avec Solarisbank
- Helios, en partenariat avec Solarisbank
- CanB, en partenariat avec Solarisbank

### Comptes de paiements
À la différence des banques, les comptes de paiements ne possèdent pas d'agrégation d'établissement de crédit de l'ACPR. Mais possèdent une agrégation d'établissement de paiement. Deux sociétés possèdent cette agrégation :
- Sumeria (Lydia Solutions)
- Nickel (Financière des paiements électroniques, BNP Paribas)
- Floa Bank, (BNP Paribas)
- Django (La Banque postale)

### Comptes de paiements en partenariats
À la différence des comptes de paiements, elles utilisent l’agrégation d’établissement de monnaie électronique d'un tiers. 
Exemple de services de paiement mobile avec agrégation française :
- Pixpay, en partenariat avec Treezor (Société générale)
- Kard, en partenariat avec Okali (Crédit agricole)
- Spendesk, en partenariat avec Okali (Crédit agricole)
- Blank, en partenariat avec Okalie (Crédit agricole)
- Shine, en partenariat avec Treezor (Société générale)
- Qonto en partenariat avec le Crédit mutuel Arkéa
- Anytime en partenariat avec Treezor (Société générale)
- Finom en partenariat avec Treezor (Société générale)

### Comptes de paiements étrangers
Exemple de services de paiement mobile avec agrégation d'autre pays européen :
- Curve (CurveOS Limited, Royaume-Uni)
- MyPCS (PFS Card Services, Ireland)
- Bitsa Young (Pecunpay, Madrid)
- Joompay (Joompay Europe SA, Luxembourg)
- Wawashi (PFS Card Services, Ireland)
- iCard (iCard AD, Bulagarie)

### Classement des sociétés financières de paiements
| Compte | Virements Instantanées | Solde en Temps Réel | Carte Virtuelle | Apple Pay | Google Pay | Samsung Pay | Chéquier | Dépôt chèque | Dépôt liquide | Nombre de clients en 2022 |
| ------ | ---------------------- | ------------------- | --------------- | --------- | ---------- | ----------- | -------- | ------------ | ------------- | ------------------------- |
| Lydia  | ✔️                     | ✔️                  | ✔️              | ✔️        | ✔️         | ✔️          | ❌       | ❌           | ❌            | 5,5 millions              |
| Nickel | ❌                     | ✔️                  | ❌              | ❌        | ❌         | ❌          | ❌       | [ note 3 ]   | [ note 4 ]    | 2,7 millions              |
| Pixpay | ✔️                     | ✔️                  | ❌              | ✔️        | ✔️         | ❌          | ❌       | ❌           | ❌            | 250 000                   |
| Kard   | ❌                     | ✔️                  | ❌              | ✔️        | ✔️         | ❌          | ❌       | ❌           | ❌            | 210 000                   |